# خانگچا (استان پودلاسکی)
خانگچا (به لهستانی:  Hańcza) یک روستا در لهستان است که در گمینا پژروشل واقع شده‌است.